# 彼得雷爾灣
彼得雷爾灣（Petrel Cove），是南極洲的海灣，位於葛拉漢地，處於鄧迪島西端，以鄰近的阿根廷考察站命名，該海灣現時由南極條約體系管理。
63°28′S 56°13′W / 63.467°S 56.217°W